# Ryan Bailey (polista)
Ryan Bailey (Long Beach (Califórnia), 28 de agosto de 1975) é um jogador de polo aquático estadunidense, medalhista olímpico.

## Carreira
Ryan Bailey fez parte do elenco medalha de prata de Pequim 2008.